# 당신을 기다리는 여우 화
《당신을 기다리는 여우 화》는 대한민국의 게임회사 테일즈샵에서 개발한 비주얼 노벨 게임이다.

## 등장인물[2]
유화
본가에서 온 여우. 작고 건방지다.
연화
유화의 언니. 유화를 잘 챙겨준다.
선배
아린의 선배 저승사자. 비밀이 많다.

## OST & MINI DRAMA[3]
당신을 기다리는 여우 화 OST & MINI DRAMA
01. BGM01 아우우우우우~ (유화 테마)
02. BGM02 이상적인 언니 (연화 테마)
03. BGM03 이곳은 저승이야! (선배 테마)
04. BGM04 함께
05. BGM05 무뎌지지 않는
06. BGM06 환상을 깨고서
07. BGM07 쓸모없는 여우
08. BGM08 가족
09. DRAMA01. 도우미 여우 수아씨
10. DRAMA02. 북풍과 태양
11. DRAMA03. 이 저승사자님이 소원을!
12. VOCAL. 설야